# Revista Nova (1901)

Revista Nova  publicou-se em Lisboa entre abril de 1901 e janeiro de 1902, num total de 8 edições, com destaque para a figura de Ilídio Analide da Costa como editor permanente durante a sua publicação. Tratou-se de uma publicação de índole literária e artística, em cujas rubricas existem espaços dedicados a prosa e poesia, crítica de livros e teatros e, de forma especial  “A Espanha Artística” onde se podem ler algumas reproduções no idioma original de escritores como Juan Ramón Jiménez, Rubén Darío e Miguel de Unamuno. Na extensa lista de colaboradores figuram os nomes de: Mayer Garção, João de Barros, Joaquim Nunes Claro, Tomás da Fonseca, Manuel Laranjeira, Álvaro de Castro, Dias de Oliveira, Costa Carneiro, Ernesto da Silva, Manuel Cardia, e Sílvio Rebelo, António Patrício, Fausto Guedes Teixeira, João Grave, João Lúcio, Pedroso Rodrigues, Augusto de Castro, João de Deus Ramos, Ladislau Patrício e Raúl Brandão.